# Локтак
Локтак — пресное озеро в штате Манипур около города Мойранг, крупнейшее в северо-восточной Индии.
Озеро известно своими Пхумди — плавающими островами, с основой из мёртвых и гниющих органических остатков, на которой произрастают растения.
Местными жителями воды озера используются для питьевых нужд, орошения, развито рыболовство. В сезон дождей озеро затопляет близлежащие долины, которые используются для выращивания риса.
В юго-восточной части озера образован национальный парк Кейбул-Ламджао, это последний естественный ареал манипурского или тхаминского оленя (Cervus eldi eldi) — подвида оленя-лиры. Другой известный обитатель региона — светлый тигровый питон (Python molurus molurus ). Также обитают и другие редкие виды.
Существует музей, посвящённый местной культуре.